# Vidalia (software)
Vidalia è una interfaccia grafica (cessata) per Tor, che permette di avviare, controllare, e fermare il browser.

## Caratteristiche
È stata scritta tramite le librerie QT 4.3 è disponibile per tutte le piattaforme supportate da QT, quindi esistono versioni per Windows, macOS e Linux, e fornisce anche una configurazione di base.
Visualizza inoltre varie informazioni sulla banda e sui nodi Tor, compresa una mappa con la loro collocazione geografica ed i percorsi creati.
Installando Vidalia si installano anche Privoxy e Torbutton.